# Іст-Рокінгем (Північна Кароліна)
Іст-Рокінгем (англ. East Rockingham) — переписна місцевість (CDP) в США, в окрузі Річмонд штату Північна Кароліна. Населення — 3471 особа (2020).

## Географія
Іст-Рокінгем розташований за координатами 34°54′42″ пн. ш. 79°45′57″ зх. д. / 34.91167° пн. ш. 79.76583° зх. д. (34.911579, -79.765835).  За даними Бюро перепису населення США в 2010 році переписна місцевість мала площу 8,88 км², з яких 8,82 км² — суходіл та 0,06 км² — водойми.

## Демографія
Згідно з переписом 2010 року, у переписній місцевості мешкало 3736 осіб у 1487 домогосподарствах у складі 965 родин. Густота населення становила 421 особа/км².  Було 1672 помешкання (188/км²).
Расовий склад населення:
| - 70,1 % — білих - 16,8 % — чорних або афроамериканців - 3,5 % — корінних американців - 0,6 % — азіатів - 0,2 % — вихідців з тихоокеанських островів - 6,2 % — осіб інших рас |

До двох чи більше рас належало 2,6 %. Частка іспаномовних становила 10,6 % від усіх жителів.
За віковим діапазоном населення розподілялося таким чином: 25,1 % — особи молодші 18 років, 61,9 % — особи у віці 18—64 років, 13,0 % — особи у віці 65 років та старші. Медіана віку мешканця становила 37,6 року. На 100 осіб жіночої статі у переписній місцевості припадало 100,0 чоловіків;  на 100 жінок у віці від 18 років та старших — 94,6 чоловіків також старших 18 років.
Середній дохід на одне домашнє господарство  становив 31 970 доларів США (медіана — 23 902), а середній дохід на одну сім'ю — 40 729 доларів (медіана — 29 911). Медіана доходів становила 36 477 доларів для чоловіків та 24 151 долар для жінок. За межею бідності перебувало 45,9 % осіб, у тому числі 71,8 % дітей у віці до 18 років та 31,7 % осіб у віці 65 років та старших.
Цивільне працевлаштоване населення становило 1568 осіб. Основні галузі зайнятості: виробництво — 24,7 %, освіта, охорона здоров'я та соціальна допомога — 21,0 %, роздрібна торгівля — 15,2 %, мистецтво, розваги та відпочинок — 13,1 %.